# Ковдозеро
Ковдозеро (рус. Ковдозеро) слатководно је ледничко језеро у јужном делу Мурманске области, на крајњем северозападу европског дела Руске Федерације.
Јузеро се налази у југоисточном делу Кандалашког рејона и припада басену Белог мора са којим је повезано преко своје отоке реке Ковде. Његове обале су јако разуђене и углавно доста ниске и замочварене. На језеру се налази више од 580 мањих острва. Природна површина језера је 294 км², али је након градње вештачке бране на месту где из језера отиче река Ковда његова површина повећана на садашњих око 608 км². Брана је саграђена 1955. године. Колебање нивоа воде у језеру је захваљујући брани стабилно и креће се до максимално 3,5 метара.
Воде језера се данас користе и за пловидбу и риболов.